# Феодосій V (Войнілович)
Феодосій V (д/н — 1493) — церковний діяч часів Великого князівства Литовського.

## Життєпис
Походив з білоруського шляхетського роду Войниловичів власного гербу, що походили від новогрудських бояр. Замолоду прийняв постриг в Лаврішевському монастирі. Здобув підтримку з боку роду Слуцьких-Олельковичів.
1482 року обирається архімандритом Квєво-Печерського монастиря. Ймовірно в цьому йому допоміг князь Семен Олелькович. Більшість дослідників сходиться на думці, що саме Феодосій V є тим настоятелем, що потрапив у полон до татар, коли кримський хан Менґлі I Ґерай сплюндрував Київ 1 вересня 1482 року. Ймовірно за викуп архімандрит повернувся до монастиря.
Розпочав роботу щодо його відновлення, доручивши її Федору Іконнику і муралю Фомі. Також наказав скласти синодик. У передмові синодика, що пояснює причини його написання, відзначається, що багато «Святої книги» загинуло під час розорення обителі кримськими татарами.
Для відновлення монастиря отримував допомогу від українських та литовських аристократів. Князь Юрій Гольшанський підтвердив Києво-Печерському монастирю володіння землями і людьми, медовими і грошовими данями в Глушкській і Порчеській волостях. 16 березня 1486 року Юрій Зенович передав монастирю село Киселевич в Бобруйській волості з медовою і грошовою даниною. 1488 року монастир набув село Княжичі.
10 березня 1493 року княгиня Федора Рогатинська підтвердила право власності на маєток Осове, видавши грамоту замість втраченої 1482 року. Це остання згадка про Феодосія Войніловича. Помер ймовірно наприкінці цього ж року. Новим архімандритом було обрано Філарета I.